# 오스트리아 연방 철도
오스트리아 연방 철도(독일어: Österreichische Bundesbahnen, 약자:ÖBB 또는 ÖBB-Konzern)는 오스트리아의 국영 철도 회사이다.

## 역사

2004년 무렵까지 사용된 연방철도 표지(일명 플라치)

1882년 오스트리아-헝가리 제국에 있던 사설 철도가 국영화되기 시작하였는데, 그 때에 오스트리아 제국철도(k.k. österreichische Staatsbahnen, 약어:kkStB)가 설립되었다. 그 후 제국의 왕조가 해체되면서 제국철도는 1918년 11월 초부터 더 이상 존재하지 않게 된다. 각각의 철도망과 차량은 신생국가인 체코슬로바키아, 도이치-오스트리아 제국, 세르비아-크로아티아-슬로베니아 연방, 폴란드, 루마니아, 이탈리아 일부(볼차노현. 즉, 남부 티롤 지방) 등지로 분할되어 넘어갔다.
1919년 11월 21일부터 이 회사는 오스트리아 국철이라는 명칭으로 운영되었다가 1920년 11월 10일에는 오스트리아 연방철도라는 명칭으로 바뀌었다. 1923년 7월 19일에 오스트리아 연방의회는 연방철도법을 의결하였는데, 연방철도는 주식회사가 아니고 공법(公法, öffentliches Recht)에 따른 법인의 형태를 띠었다. 연방철도는 1차 대전과 2차 대전 사이의 기간에 ÖBB의 약어를 사용할 수 없었는데, 그 이유는 이 약어를 스위스에 있는 왼징엔 발스탈 철도(Oensingen-Balsthal-Bahn)가 이미 사용하기 때문이었다. 따라서 BBÖ가 약자로 사용되었으며 철도차량에는 연방철도 오스트리아(Bundesbahnen Oesterreich)라는 표지가 사용되었다.
1938년 3월 18일 오스트리아가 독일과 합병된 이후 연방철도는 독일국영철도(Deutsche Reichsbahn)에 인수되었다. 제2차 세계대전 기간에는 오스트리아 내에서도 유대인이나 소수민족이 탄압을 받고 국외로 추방되었는데, 이 때에 주로 철도가 이용되었다. 1945년 4월에 전쟁이 끝날 때까지 오스트리아 국내의 철도는 41% 정도 파괴되었다.
1947년 여름에 연방철도는 국영 기업체로 새로이 설립되었는데 내부의 조직이 정비되고 전철화 작업도 진행되었다. 앞에서 언급된 스위스의 철도회사는 그 무렵에 화물열차의 용도로 SP라는 약자를 사용했기 때문에 연방철도의 약자는 ÖBB로 쓰여질 수 있었다. 1969년 클라우스 2차 내각이 발의한 신연방철도법(neues Bundesbahngesetz)에 의거하여 예산과는 무관한 경제조직체(unselbstständiger Wirtschaftskörper)로 선포되었지만, 연방정부의 경제계획의 일부가 되었고 정부의 예산으로 운영되게 되었다.
1992년에는 브라니츠키 3차 내각에서 연방철도를 연방정부의 예산편성에서 제외하고 일종의 주식회사(GmbH와 AG가 혼합된 형태)로 변경하였다. 이 조치의 목적은 한 편으로는 오스트리아가 유럽연합에 가입하기 때문에 EU 규정의 요건을 만족시키는 것을 유효로 하고, 다른 한 편으로는 기업의 효율을 높이고 경쟁력을 개선하기 위하여 재정상의 수요를 줄여야 한다는 것이었다.
2004년에는 쉬셀 2차 내각에서 연방철도를 ÖBB 지주회사(ÖBB Holding AG)와 여러 자회사를 포함한 계열사(Konzern)로 재편했는데, 이는 오스트리아 국영 철도 역사상 처음으로 연방철도에 사기업을 위한 회사법이 완전히 적용된 것이었다. 2005년 1월 1일부터는 ÖBB 지주회사의 여러 자회사들이 독립적으로 유한책임을 지게 되었고 회사의 업무도 분리되었다.

## 기업현황

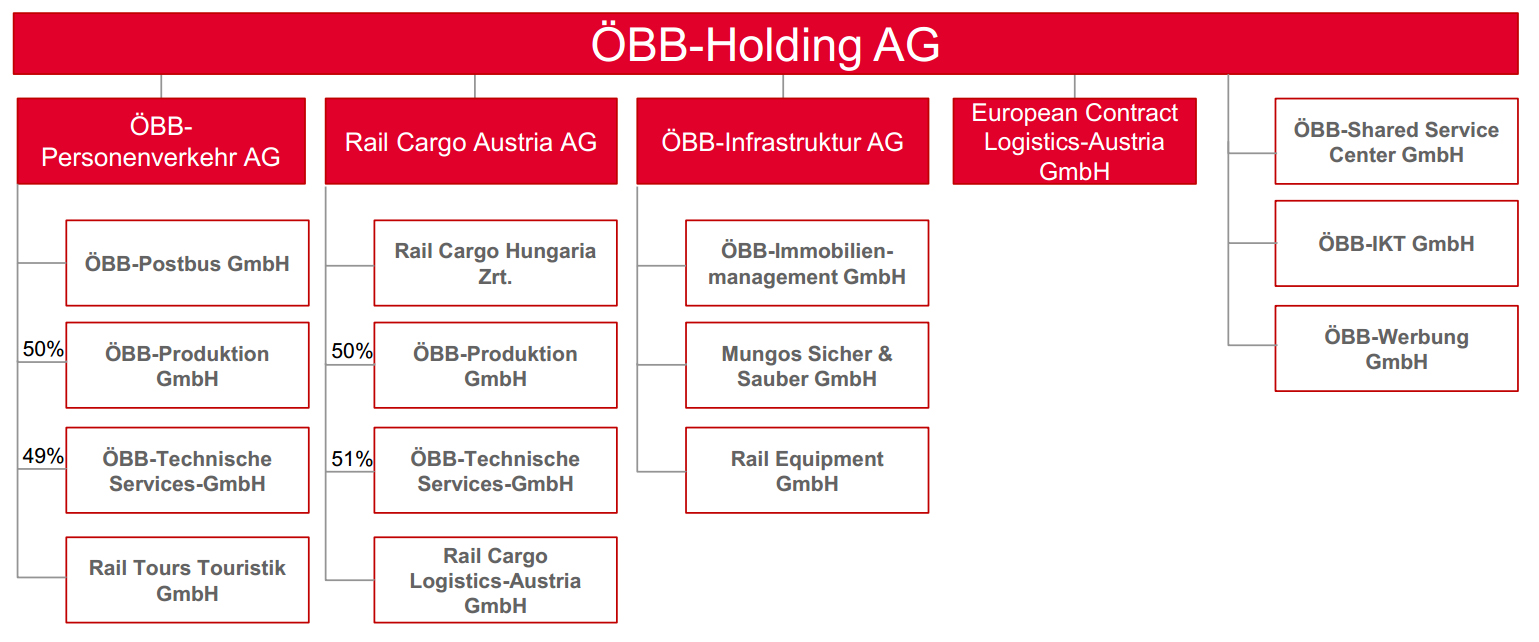
오스트리아 연방 철도 그룹 조직도(2014년 4월 현재)

2005년 1월 1일 조직의 구조가 새로이 재편되었는데, 그 목적은 철도시설물의 유지와 운영의 분리였다. 조직의 상부에는 ÖBB-지주회사 AG가 있고 나머지 자회사는 하부구조를 구성하고 있다. 지주회사(ÖBB-Holding AG)는 이들을 통일된 전략으로 운영한다.

### 기업조직
- ÖBB-Personenverkehr AG: 여객과 운송을 담당하는 회사.
  - ÖBB-Postbus GmbH: 고속버스회사. 100% 자회사.
  - ÖBB-Produktion GmbH: 철도차량의 운행에 필요한 장치와 차량안전을 담당하는 회사. 50% 자회사로 물류회사의 자회사이기도 하다.
  - ÖBB-Technische Services GmbH: 철도차량의 유지와 보수를 담당하는 회사. 49% 자회사로 물류회사의 자회사이기도 하다.
  - Rail Tours Touristik GmbH: 기차여행과 관광을 담당하는 회사. 100% 자회사.
- Rail Cargo Austria AG (RCA): 화물운송과 물류를 담당하는 회사.
  - Rail Cargo Hungaria Zrt. (vormals MÀV Cargo): 오스트리아와 헝가리 사이의 화물운송과 물류를 담당하는 회사. 100% 자회사.
  - ÖBB-Produktion GmbH: 50% 자회사. 여객회사의 자회사이기도 하다.
  - ÖBB-Technische Services GmbH: 51% 자회사.
  - Rail Cargo Logistics - Austria GmbH: 오스트리아 국내의 화물운송과 물류를 담당하는 회사.
- ÖBB-Infrastruktur AG: 철도망의 노선배치, 운영, 관리 및 철도시설물의 배치계획, 프로젝트 실행, 건설을 담당하는 회사.
  - ÖBB-Immobilienmanagement GmbH: 철도관련 부동산 관리를 담당하는 회사. 100% 자회사.
  - Mungos Sicher & Sauber GmbH: 방범, 경비 및 청소를 담당하는 용역 회사. 100% 자회사.
  - Rail Equipment GmbH: 100% 자회사로 철도차량의 대절을 담당하는 회사.
- 그 밖의 자회사
  - ÖBB-Shared Service Center GmbH: 100% 자회사.
  - ÖBB-IKT GmbH: 100% 자회사.
  - ÖBB-Werbung GmbH: 광고 및 홍보회사. 100% 자회사.

### 일반현황 및 실적(2013년 기준)
- 당기순이익: 약 62억 4800만 유로
- 총자산: 약 246억 3100만 유로
- 종업원수: 39833명
- 연간 승객수: 약 4억 6900만명
- 연간 화물운송량: 약 2590만톤

## 철도시설현황(2012년 기준)
- 총연장거리: 4825km
- 터널의 개수: 222개
- 교량: 5803개
- 역수(驛數): 1143개
- 전력공급(Stromversorgung): 15 kV, 16.7 Hz의 단상 교류 전류(單相交流電流). 1995년 10월 16일까지 공칭 교류의 주파수는 16⅔ Hz였다.

## 여객

### 간선철도노선
- 빈 서역 - 장크트푈텐 중앙역 - 린츠 중앙역 - 잘츠부르크 중앙역 - 인스브루크 중앙역 - 펠트키르히역 - 브레겐츠역
- 잘츠부르크 중앙역 - 비쇼프스호펜역 - 쉬바차흐-장크트 바이트역 - 필라흐역 - 클라겐푸르트 중앙역
- 빈 마이들링역 - 브루크 안 데어 무어역 - 그라츠 중앙역 /- 클라겐푸르트 중앙역 - 필라흐역
- 인스브루크 중앙역/잘츠부르크 중앙역 - 비숍스호펜역 - 젤츠탈역 - 레오벤 중앙역 - 그라츠 중앙역

### 열차등급

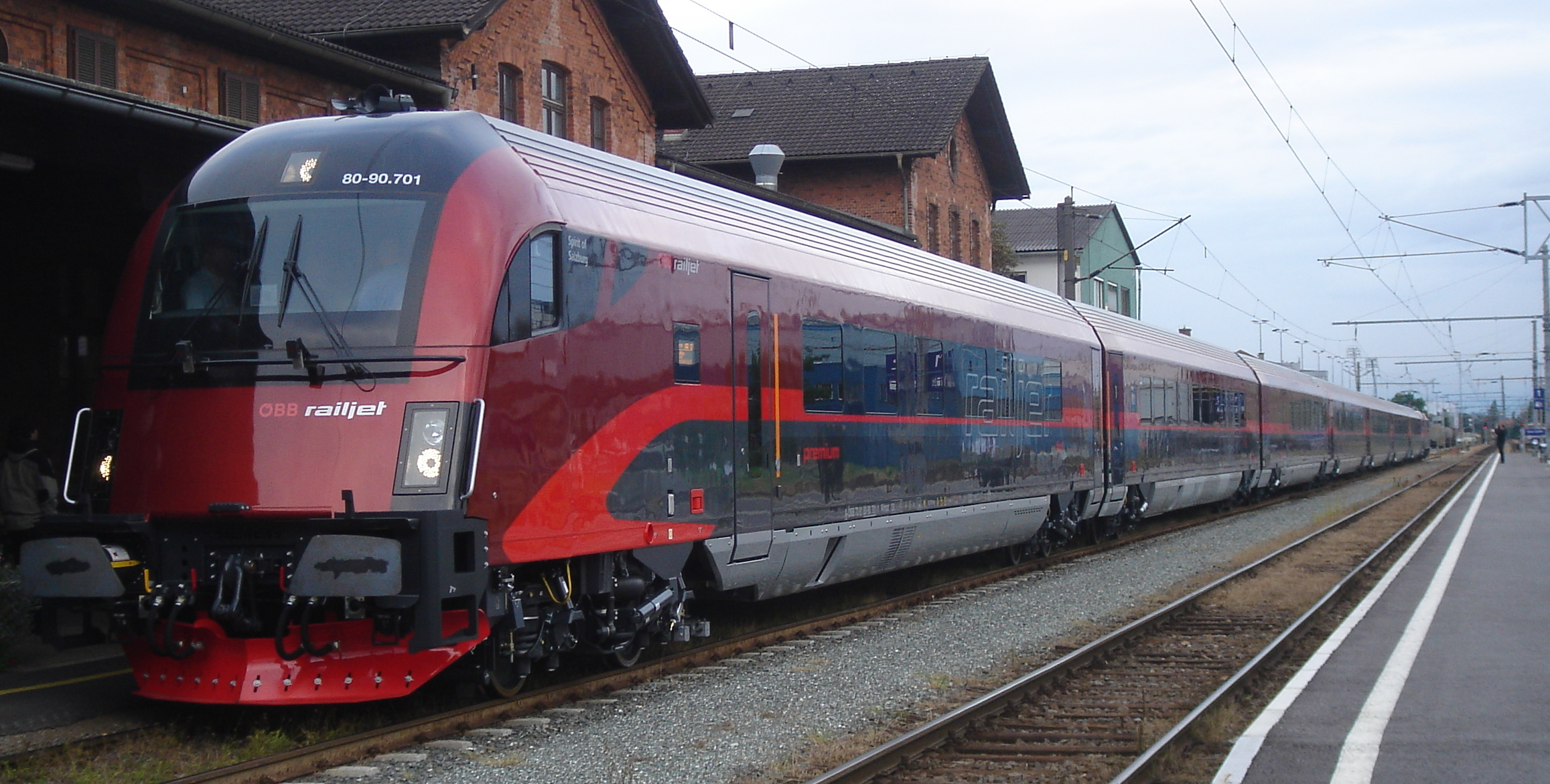
레일젯 열차(2008년 그라츠)

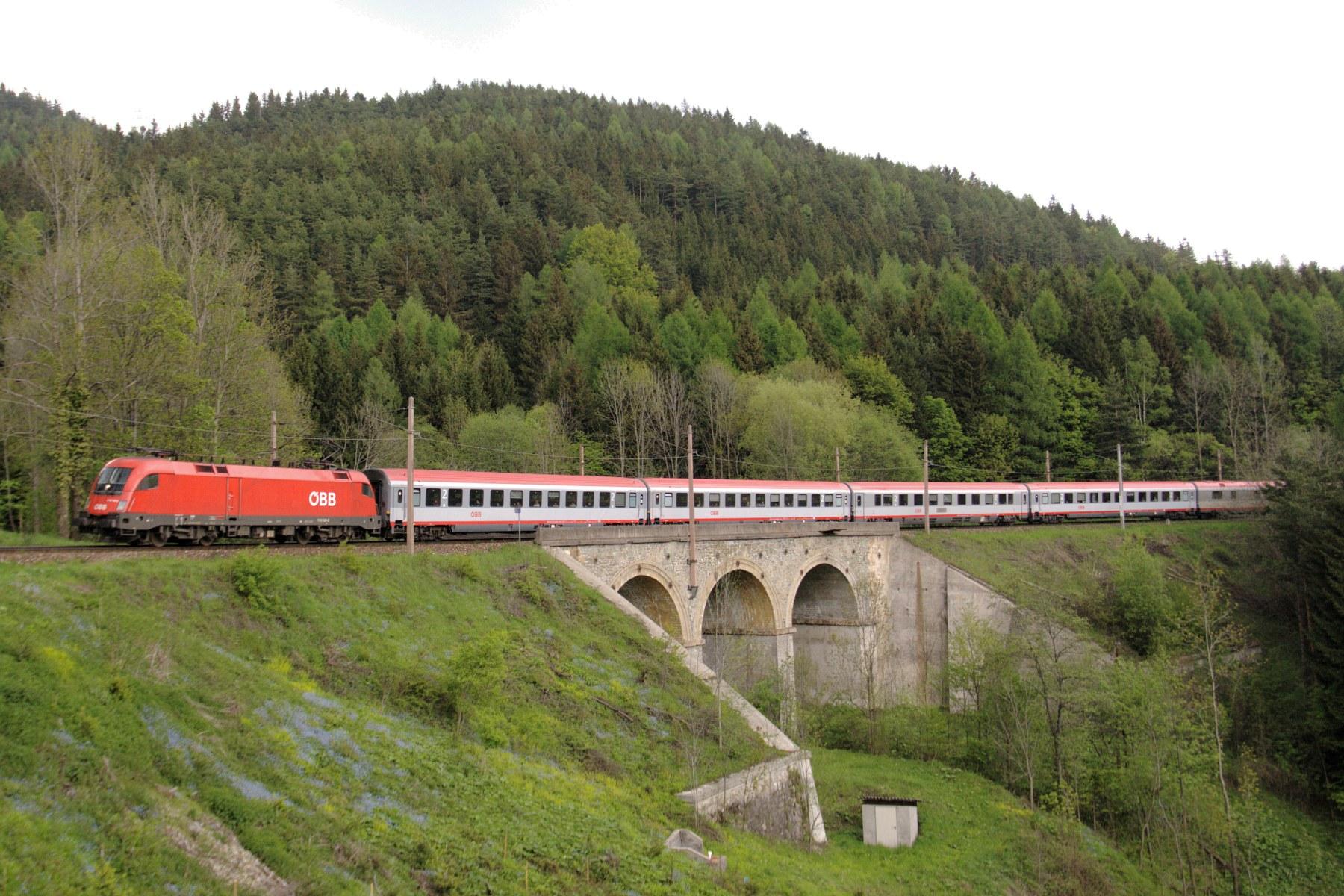
제머링 선에 있는 인터시티 열차(2006년)

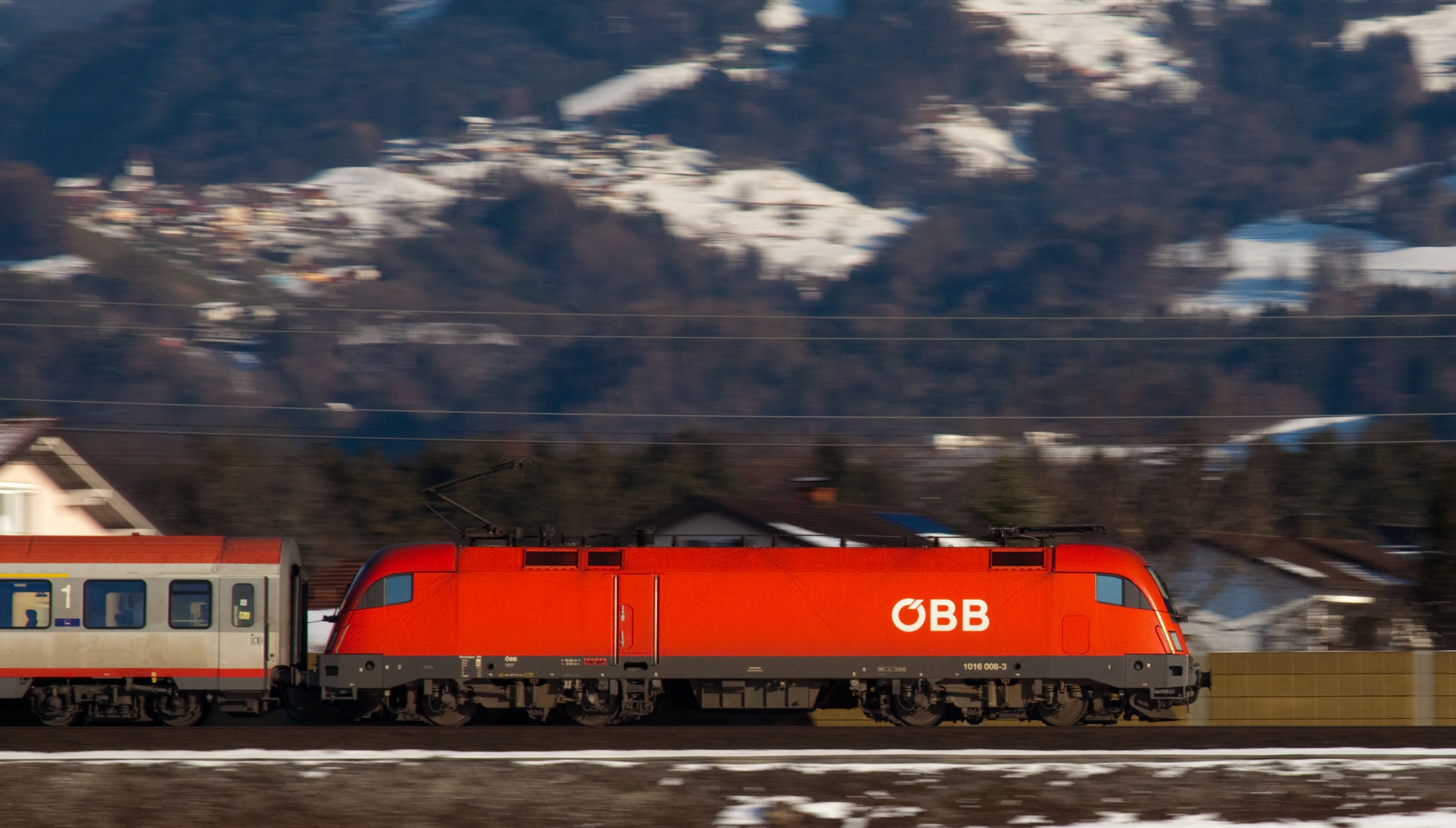
1016계 신형 전기기관차

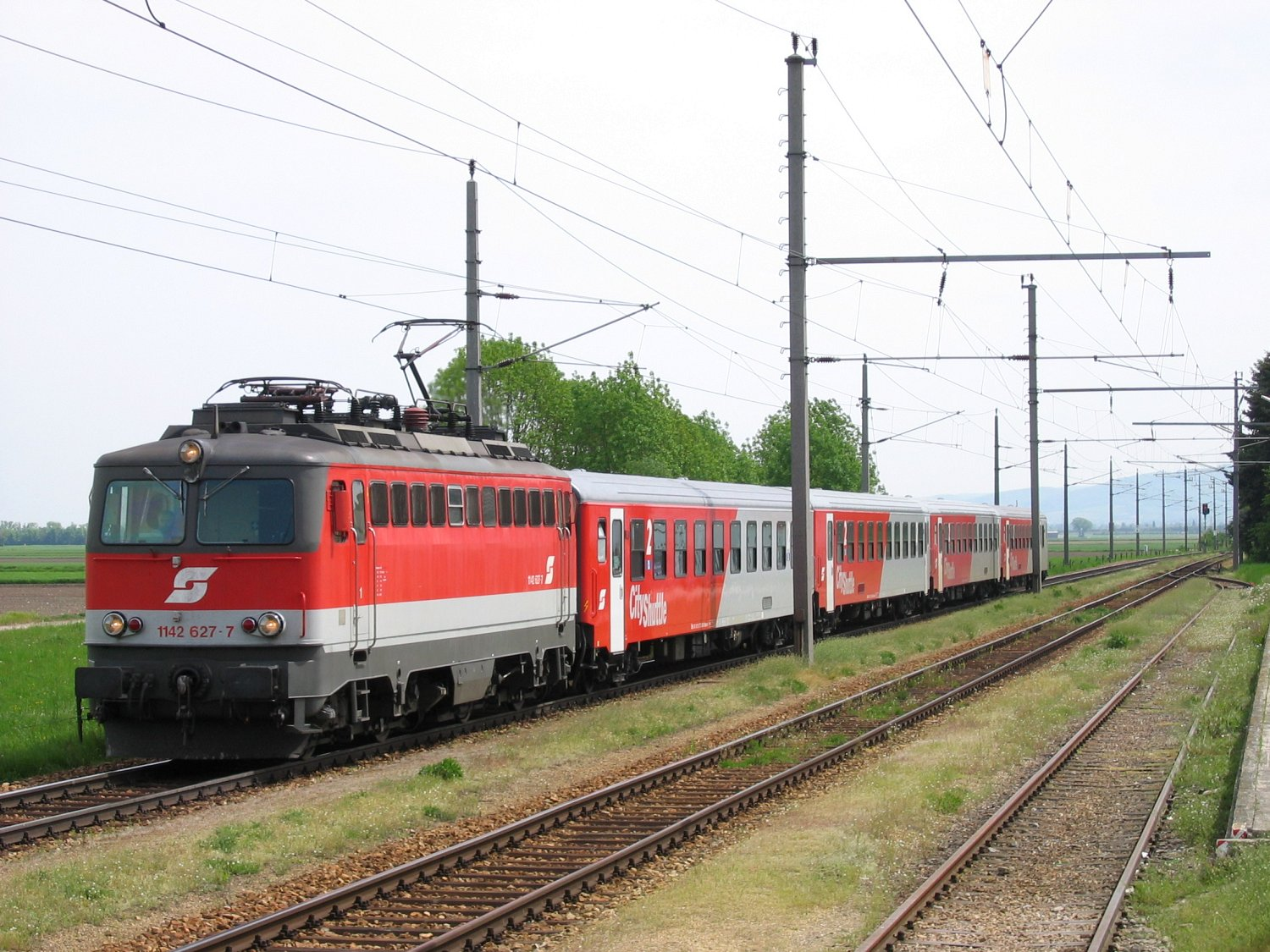
보통열차(시티 셔틀)

- 레일젯(Railjet, 약자:RJ) - 2008년 말부터 신설된 고속열차. 열차 내에는 일등 좌석, 비즈니스 좌석(2012년까지는 프리미엄 좌석), 이코노미 좌석이 있다. 이 열차는 주로 부다페스트-빈-뮌헨 구간과 빈-잘츠부르크-인스부르크-브레겐츠(취리히까지 연장 운행) 노선에 투입된다. 2011년 11월 18일부터는 빈-그라츠 및 빈-필라흐 노선에 투입되었다.
- 인터시티 익스프레스(Intercity-Express, 약자:ICE) - 오스트리아에서 운행되는 독일 철도 소속의 ICE T. 주로 빈-프랑크푸르트 구간과 빈-도르트문트 구간에 투입된다.
- 인터시티(InterCity, 약자:IC) – 주요 도시를 연결하여 운행하는 급행열차. 한국철도공사의 새마을호에 해당됨.
- 유로시티(EuroCity, 약자:EC) - 기능은 인터시티와 동일하나 국제용 급행열차이다. 다른 나라 철도 회사(ÖBB, DB, FS, SBB, MAV, SNCF)의 객차로 혼합편성되어 있다.
- 유로나이트(EuroNight, 약자:EN) – 오스트리아 국내용 및 국제용의 야간열차이며 대부분 다른 나라 철도 회사의 객차로 혼합편성되어 있다.
- D열차(D-Zug, 약자:D) - 주로 동유럽국가 방면의 운행에 사용되는 급행열차이다. 최근에는 다른 열차로 대체되고 있다.
- 보통열차(Regionalzug, 약자:R) – 정기적으로 구간 내의 모든 역에 정차하는 열차. 한국철도공사의 통근열차에 해당됨.
- 보통급행열차(RegionalExpress, 약자:REX) – 보통열차(Regionalzüge)의 급행열차. 이 열차는 단거리를 정기적으로 운행하지만 모든 역에 정차하는 것은 아니다. 한국철도공사의 무궁화호와 유사함.
- S-반(Schnellbahn, 약자:S) – 주요 도시 권역(Ballungsräumen)에서 정기적으로 모든 역에 정차하는 열차. 한국철도공사의 광역전철의 전동열차에 해당됨.
- 추억의 열차(Erlebniszug, kurz EZ) – 공휴일에 이용되는 특별열차. 과거에 사용되던 차량으로 구성됨.

### 그 밖의 이용정보
무선전화기의 문자메시지로 표를 구입할 수 있고 2~5인용으로 'Einfach-Raus-Ticket'(S-반, R, REX에만 해당됨. 일종의 하루 자유이용권)을 구입하여 사용할 수 있다. 독일에서와 마찬가지로 Vorteilscard로 각종 할인혜택을 받을 수 있으며 다른 유럽 연합 국가와 마찬가지로 전 구간에 유레일 패스가 적용된다. 2007년 9월 1일부터 전 차량에서 흡연이 금지되었다.

## 같이 보기
- 레일젯